# Росен Плевнелієв
Росен Асенов Плевнелієв (болг. Росен Асенов Плевнелиев; нар. 14 травня 1964, Гоце Делчев, Болгарія) — болгарський політик, президент Болгарії з 22 січня 2012 до 22 січня 2017.

## Життєпис
Народився 14 травня 1964 у Гоце Делчеві.
1989 року закінчив факультет електронної техніки і технології Технічного університету у місті Софія.
1990 року почав розвивати свій власний бізнес.
З 1998 бере участь в управлінні болгарської філії німецької компанії Lindner, що працює в області розвитку, управлінні та інвестицій у нерухомість. Керував будівництвом бізнес-парку Софія, який є найбільшим проєктом компанії в країні.
27 липня 2009 призначений міністром регіонального розвитку в уряді Бойко Борисова.
4 вересня 2011 названий кандидатом у президенти від ГЄРБ. На 7 вересня 2011 він пішов з посади міністра регіонального розвитку, щоб повною мірою брати участь у виборах. Парламент прийняв його відставку 9 вересня. Перший тур президентських виборів в жовтні 2011 року Плевнелієв виграв із результатом у 40,11 %. Результат другого туру — 52,58 %.

## Нагороди
- Орден князя Ярослава Мудрого I ст. (29 червня 2016) — за визначний особистий внесок у розвиток українсько-болгарських міждержавних відносин[5]

## Особисте життя
Одружений з Юліаною Плевнелієвою, з якою має трьох синів.